# Aculepeira carbonaria
Aculepeira carbonaria là một loài nhện trong họ Araneidae. Chúng được Ludwig Carl Christian Koch miêu tả năm 1869.

## Phân loài
- Aculepeira carbonaria fulva, Franganillo-Balboa, 1913
- Aculepeira carbonaria sinensis, Schenkel, 1953